# Gyöngyi Szathmáry
Gyöngyi Szathmáry , née le 13 février 1940 à Satu Mare (Roumanie) et morte le 26 décembre 2023, est une artiste romano-hongroise contemporaine exerçant la sculpture figurative avec talent .

## Biographie
Gyöngyi Szathmáry appartient à la minorité hongroise de Roumanie. Née à Satu Mare, elle déménage à Nyíregyháza, où elle a fréquenté l'école primaire, puis est diplômée d'un gymnasium des beaux-arts de Budapest en 1958. Elle est diplômée de l'Université hongroise des beaux-arts en 1963. Elle a comme professeur Sándor Mikus (eo).
Entre 1964 et 1997, elle enseigne au Collège pédagogique Gyula Juhász à Szeged. Elle se marie, puis donne naissance à deux filles en 1967 et 1972. Entre 1972 et 1996, elle perd l’ouïe, mais guérit grâce aux progrès de la médecine. En 1997, elle prend sa retraite et vit à Budapest entre 1997 et 2005 avec son deuxième mari, et plus tard à Visegrád. Elle devient veuve en 2010.

## Quelques œuvres

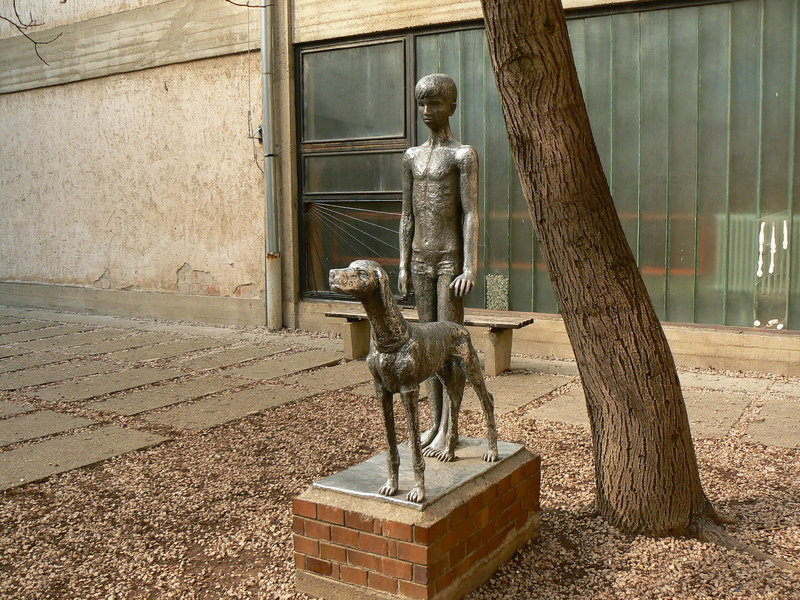
Garçon avec un chien, 1965, Szeged
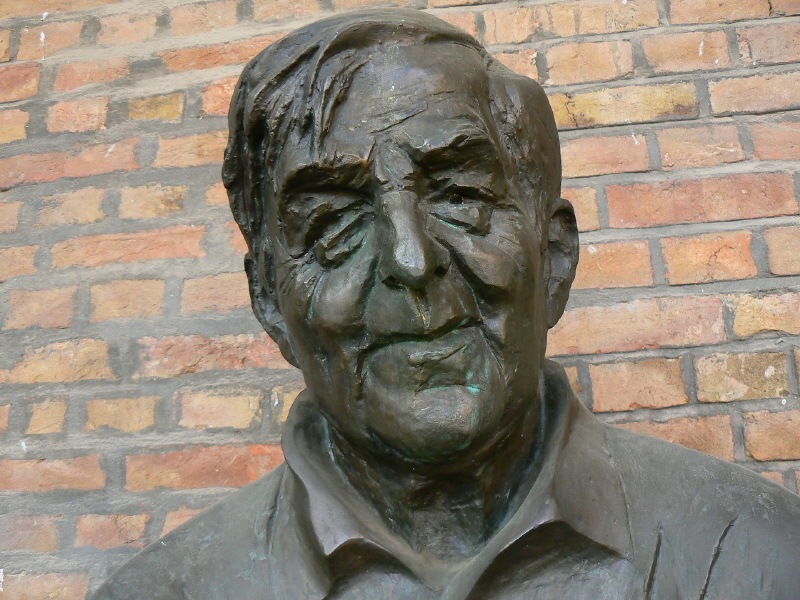
Sándor Bálint
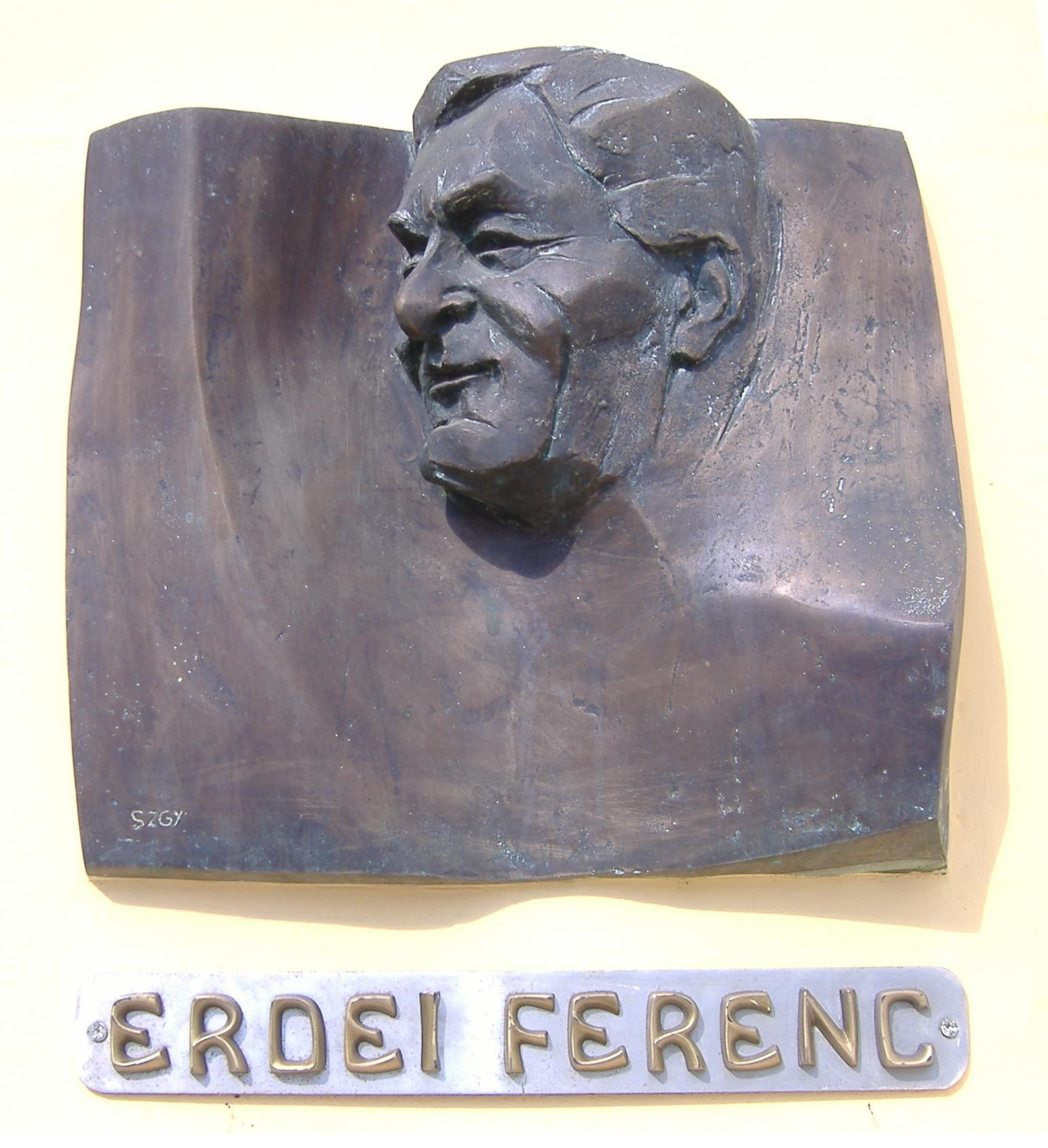
Ferenc Erdei